# Aralia parasitica
Aralia parasitica är en araliaväxtart som först beskrevs av David Don, och fick sitt nu gällande namn av Jun Wen. Aralia parasitica ingår i släktet Aralia och familjen Araliaceae. Inga underarter finns listade.